# سوسکچه خرطوم‌دار لئوکوسپیلوس
سوسکچه خرطوم‌دار لئوکوسپیلوس (نام علمی: Alcidodes leucospilus) نام یک گونه از سرده سوسکچه‌های خرطوم‌دار آلسیدودس است.